# 埃爾卡門 (智利)
36°53′53″S 72°1′35″W / 36.89806°S 72.02639°W

埃爾卡門（西班牙語：El Carmen），是智利的城鎮，位於該國中部比奧比奧大區的紐布萊省，面積664.3平方公里，海拔高度224米，2012年人口12,277人，人口密度每平方公里18人。